# Von Reis
von Reis är ett svenskt efternamn, liksom en judisk släkt som ursprungligen hette van Reis. Släkten härstammar från Nederländerna, varifrån den inkom till Sverige på Marstrand. De svenska stamföräldrarna var tobaksfabrikören Andreas van Reis (1741-1809) och Sara Aronsdotter (1751-1825).
Den 31 december 2020 var 65 personer med efternamnet von Reis folkbokförda i Sverige.

## Personer med efternamnet von Reis
- Aron von Reis (1777–1848), affärsman
- Joseph von Reis (1784–1856), ritlärare och konstnär
- Ida von Reis, gift Brander (1857–1931), skådespelare
- Siri von Reis (1931–2021), botanist, författare och poet
- Jens von Reis (född 1973), journalist
- Sarah von Reis (född 1990), låtskrivare, skådespelare och musikalartist

## Galleri

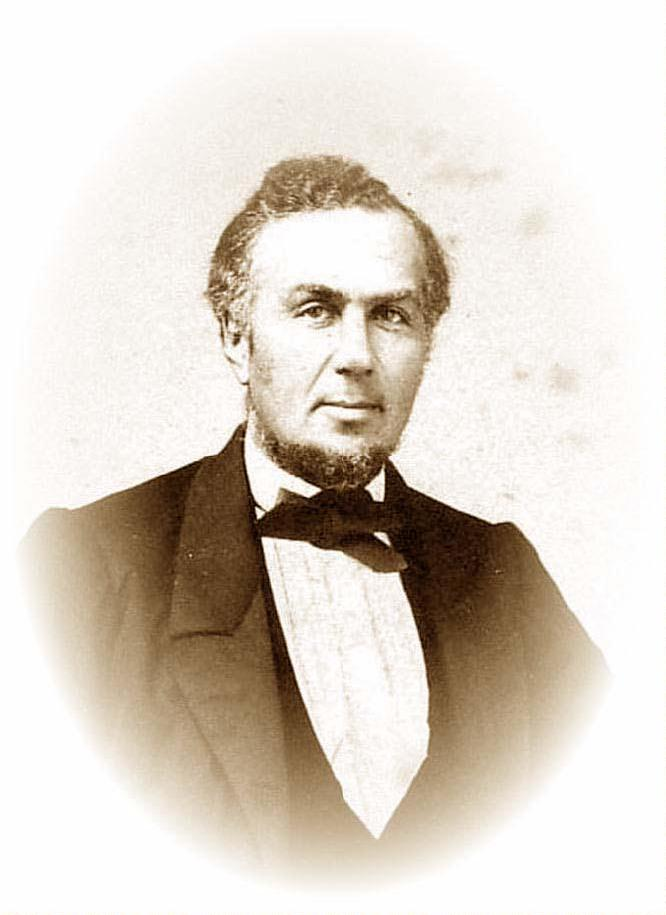
Gustaf Adolf von Reis.
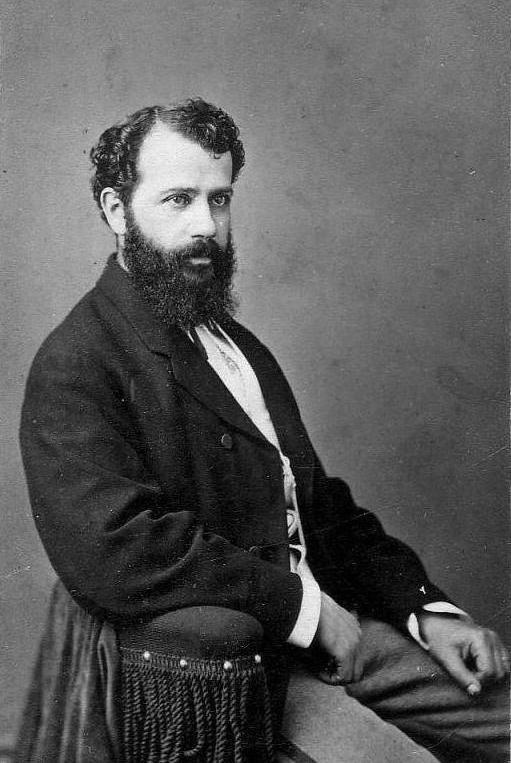
Edvard von Reis.
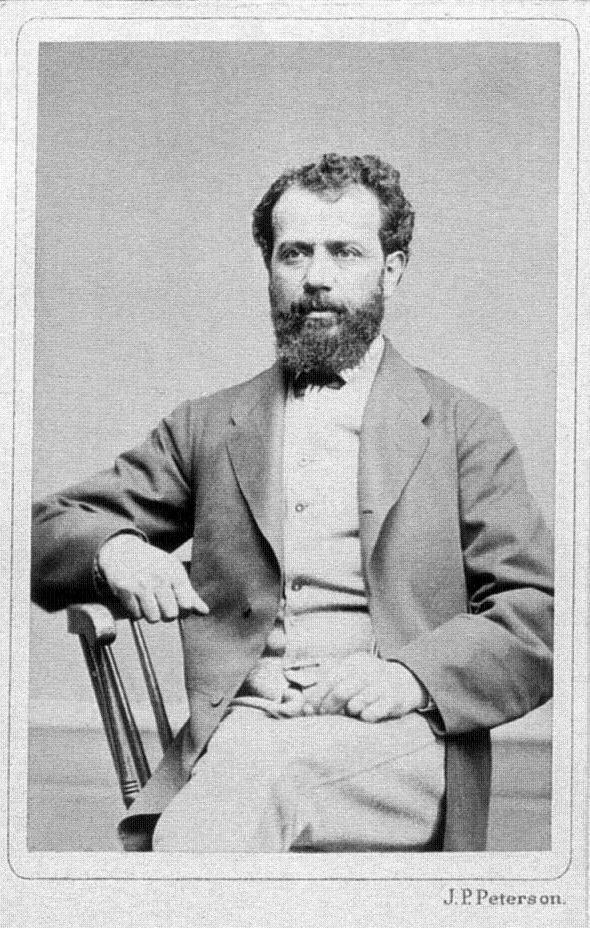
Mauritz von Reis.
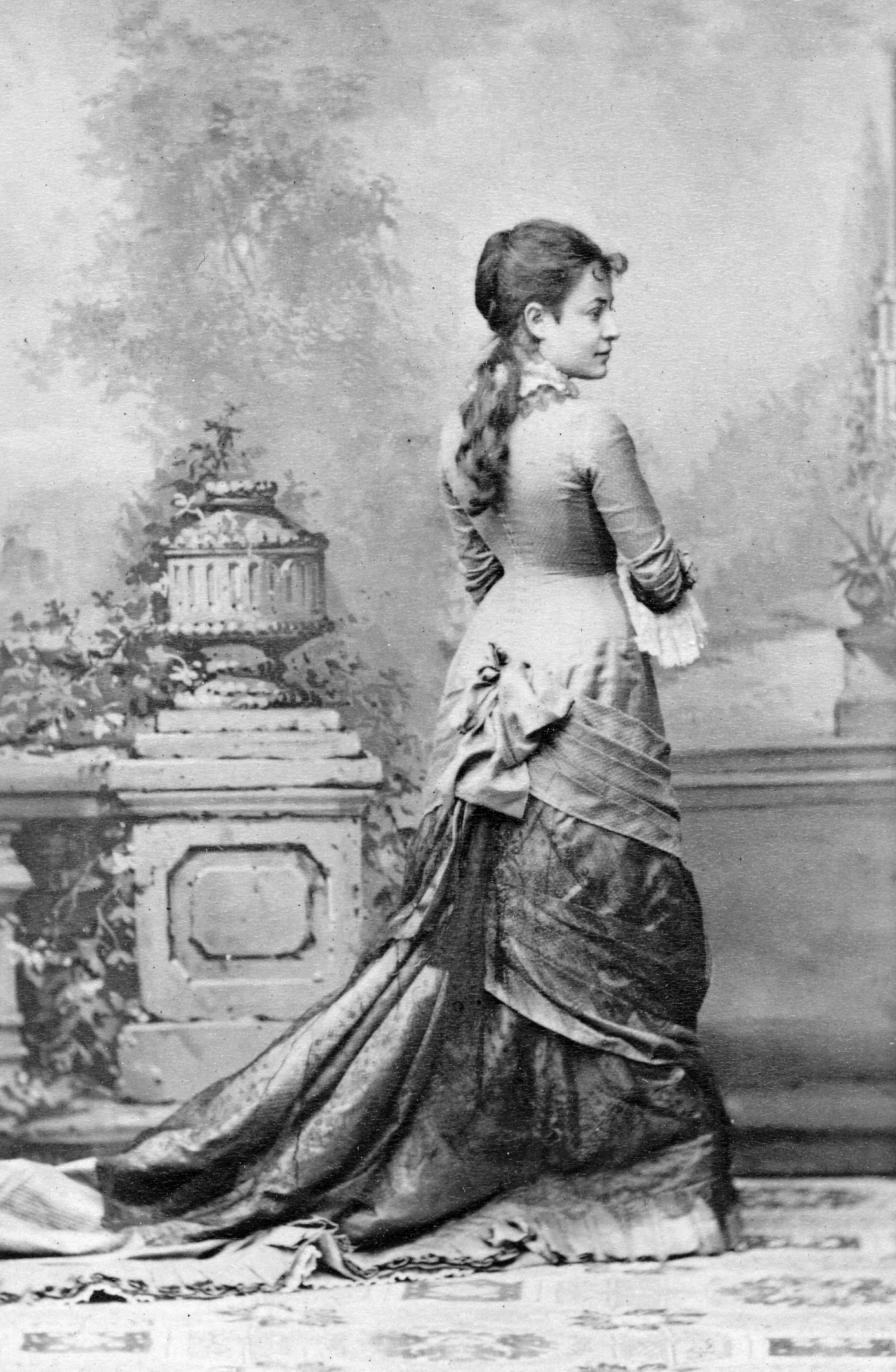
Ida von Reis, gift Brander.
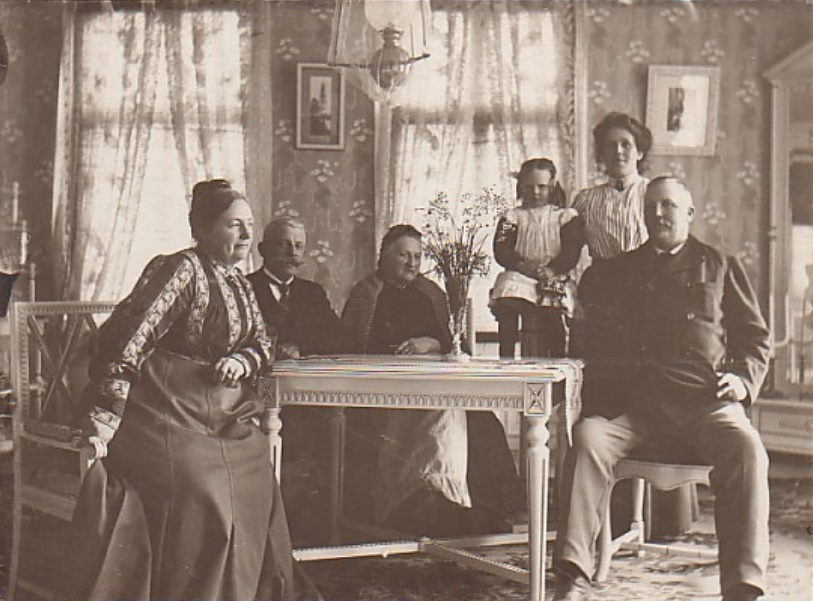
Mathilda von Reis med familj.
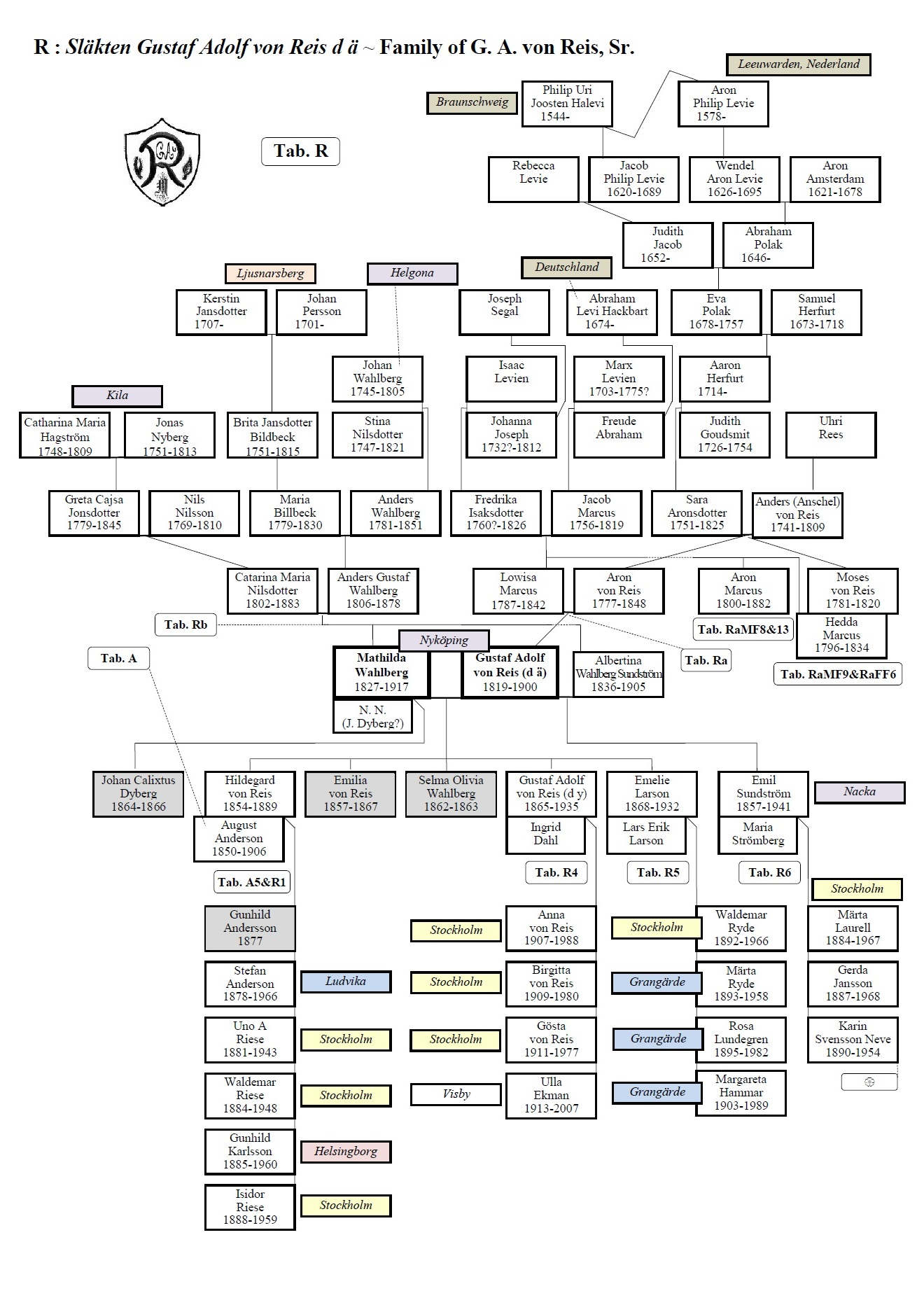
von Reis släktträd.
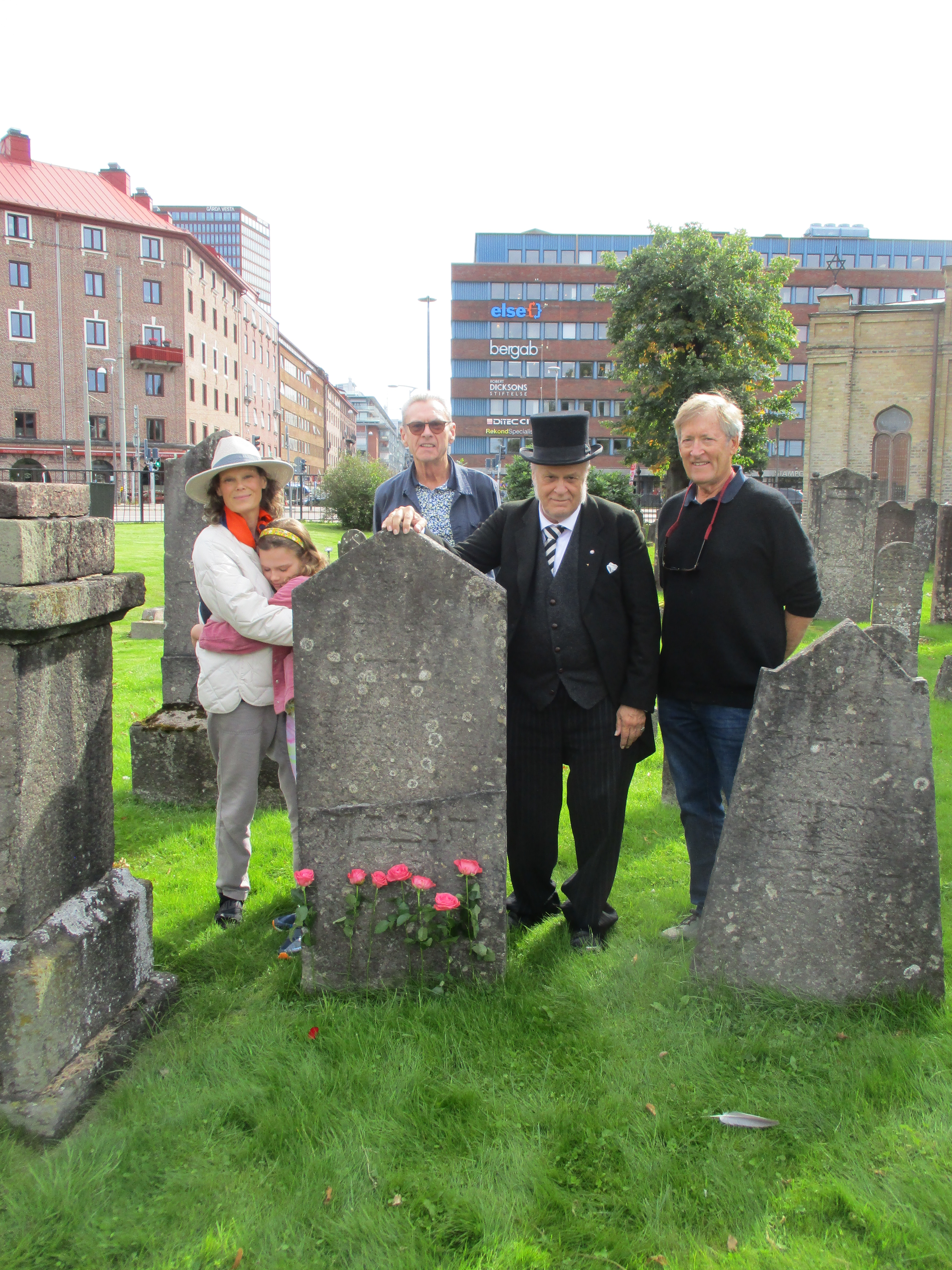
Svenska och amerikanska ättlingar vid stammoderns grav i Göteborg 2024.